# Feuchtfläche bei der Buchmühle
Die Feuchtfläche bei der Buchmühle ist ein vom Regierungspräsidium Stuttgart am 31. März 1981 durch Verordnung ausgewiesenes Naturschutzgebiet auf dem Gebiet der Gemeinden Fichtenau und Stimpfach im Landkreis Schwäbisch Hall in Baden-Württemberg.

## Lage und Beschreibung
Das Naturschutzgebiet liegt im Tal der Rechenberger Rot zwischen Rechenberg und Matzenbach nahe der Buchmühle westlich der Autobahn 7. Es gehört zum Naturraum Schwäbisch-Fränkische Waldberge und liegt im FFH-Gebiet Virngrund und Ellwanger Berge. Umgeben wird es vom Landschaftsschutzgebiet Rotbachtal mit Seitentälern und angrenzenden Gebieten.
Es handelt sich um einen ausgedehnten Feuchtbiotopkomplex mit Schilfröhricht, Seggenried und Feuchtgebüschen und Vorkommen zahlreicher gefährdeter Pflanzenarten.

## Schutzzweck
Wesentlicher Schutzzweck ist gemäß Schutzgebietsverordnung „die Erhaltung einer biologisch überdurchschnittlich wertvollen Feuchtfläche mit reichem Bestand an sonst seltenen Pflanzen in der Aue eines landschaftlich reizvollen, naturnahen Seitentales der oberen Jagst“.